# Spytek II di Melsztyn
Spytek II di Melsztyn (in polacco Spytek z Melsztyna o Spytko Melsztyński; 1364 circa – Vorskla, 12 agosto 1399) è stato un nobile polacco (szlachcic) legato alla stirpe di Leliwa.

## Biografia
Signore delle terre di Melsztyn, nella Piccola Polonia, Spytek fu nominato maresciallo di corte (Marszalek) dal 1373, voivoda dell'area di Cracovia dal 1381, starosta di Biecz dal 1383 e anche di Cracovia dal 1390.
Abbracciando l'ipotesi avanzata da Ladislao I di Polonia, favorì l'avvio delle trattative finalizzate al matrimonio tra la regina Edvige di Polonia e il granduca di Lituania Jogaila, che sarebbe divenuto in futuro re di Polonia con il nome di Ladislao II Jagellone. Nel 1391-1396, Spytek reclamò il possesso della terra di Wieluń e Orzeszków a scapito del duca Ladislao II di Opole. Il 13 giugno 1395, Ladislao II Jagellone concesse a Spytek una porzione della Podolia a titolo di feudo, provvedimento che fu confermato dalla regina Edvige il 10 luglio 1395.
Durante il breve periodo in cui fu duca di Podolia, riuscì a costringere Teodoro Koriatowicz a rinunciare ai suoi diritti sulla Podolia; inoltre, assieme alla regina e al re negoziò con Sigismondo di Lussemburgo, l'allora sovrano d'Ungheria, a proposito di delicate questioni relative ai confini. Assieme al vescovo di Vilnius, si impegnò a impedire la secessione del Granducato di Lituania dall'unione polacco-lituana quando Vitoldo firmò il trattato di Salynas il 12 ottobre 1398. Al contempo, autorizzò l'avvio di lavori finalizzati all'ammodernamento del castello di Kam"janec'-Podil's'kyj. In qualità di duca di Podolia, partecipò anche alla spedizione condotta da Vitoldo e appoggiata dalla Polonia contro l'Orda d'Oro, la quale si concluse con la per lui fatale battaglia del fiume Vorskla. Stando a quanto raccontano le fonti, pare che si distinse durante lo scontro dando prova di coraggio contro i tartari, mentre invece Vitoldo, a capo dell'esercito, fuggì. Per decisione di Ladislao Jagellone, le terre in Podolia furono ereditate da uno dei fratelli del re della Polonia, Švitrigaila.

## Discendenza
Sposatosi con Elisabetta Lackfi, Spytek ebbe cinque figli:
- Edvige di Melsztyn;
- Dorotea di Melsztyn;
- Caterina di Melsztyn;
- Spytek III di Melsztyn;
- Jan di Melsztyn († 1429).